# 細川英雄
細川 英雄（ほそかわ ひでお、1949年1月3日 - ）は、日本の日本語学者、語学教育学者、早稲田大学名誉教授。

## 人物
東京都生まれ。1971年早大文学部日本文学科卒。1979年同大学院文学研究科博士課程単位取得退学、信州大学教育学部講師。1986年金沢大学教養部助教授。1989年『パリの日本語教室から』でヨゼフ・ロゲンドルフ賞受賞。2021年、文化庁長官表彰。
1991年早大日本語研究教育センター助教授、2001年早大日本語教育研究科教授。「言語文化学習論序説 第二言語としての日本語教育とその理論的課題」で早大教育学博士。2013年選択定年制により退職、名誉教授となる。その後、言語文化教育研究所八ヶ岳アカデメイアを主宰する。
専門は、言語文化教育論。母語と第二言語を結ぶ横断的実践研究のほか、言葉と文化の教育を考えるための言語活動環境理論を展開している。
1983年からパリで日本語講師を務め、妻の細川たかみ（早大仏文科卒、金沢大学大学院）、娘のもなみらがその時のことを著作に書いている。

## 著書

### 単著
- 『パリの日本語教室から』1987 (三省堂選書)
- 『日本語を発見する』勁草書房 1990
- 『日本語教師のための実践「日本事情」入門』大修館書店 1994
- 『日本語教育は何をめざすか 言語文化活動の理論と実践』明石書店 2002
- 『研究計画書デザイン 大学院入試から修士論文完成まで』東京図書 2006
- 『論文作成デザイン テーマの発見から研究の構築へ』東京図書 2008
- 『「ことばの市民」になる 言語文化教育学の思想と実践 (日本語教育学研究 ココ出版, 2012
- 『研究活動デザイン 出会いと対話は何を変えるか』東京図書 2012

### 共編著
- 『薪ストーブのある暮らし 八ケ岳南麓、森の家から』細川たかみ共著 筑摩書房 1995
- 『日本語学キーワード事典』小池清治,小林賢次,犬飼隆共編 朝倉書店、1997
- 安楽庵策伝『醒睡笑 索引編』岩淵匡,桑山俊彦共編 笠間書院 1998
- 『日本語教育と日本事情 異文化を超える』 明石書店 1999
- 『ことばと文化を結ぶ日本語教育』凡人社 (日本語教師のための知識本シリーズ) 2002
- 『わたしを語ることばを求めて 表現することへの希望』牲川波都季共著 三省堂 2004
- 『考えるための日本語 問題を発見・解決する総合活動型日本語教育のすすめ』「言語文化教育研究所」スタッフ共著 明石書店 2004
- 『新時代の日本語教育をめざして 早稲田から世界へ発信』宮崎里司編著 川上郁雄共著 明治書院 2006
- 『考えるための日本語 実践編』 明石書店 2007
- 『ことばの教育を実践する・探究する 活動型日本語教育の広がり』ことばと文化の教育を考える会共編著 凡人社 2008
- 『日本語教師のための「活動型」授業の手引き 内容中心・コミュニケーション活動のすすめ』蒲谷宏共編 スリーエーネットワーク 2008
- 『土間犬ものがたり 八ヶ岳南麓、薪ストーブのある暮らしから』細川たかみ,細川もなみ共著 沐日社 2008
- 『複言語・複文化主義とは何か ヨーロッパの理念・状況から日本における受容・文脈化へ』西山教行共編 くろしお出版 2010
- 『プロセスで学ぶレポート・ライティング アイデアから完成まで』舘岡洋子,小林ミナ共編著 朝倉書店(日本語ライブラリー)2011
- 『日本語教育学序説』(日本語ライブラリー)蒲谷宏共著 朝倉書店 2012
- 『初級からはじまる「活動型クラス」 ことばの学びは学習者がつくる 『みんなの日本語』を使った教科書・活動型クラスを例に』武一美共編著, 金龍男, 坂田麗子, 村上まさみ, 森元桂子 著. スリーエーネットワーク 2012
- 『私はどのような教育実践をめざすのか 言語教育とアイデンティティ』鄭京姫共編 春風社 2013
- 『実践研究は何をめざすか 日本語教育における実践研究の意味と可能性 (日本語教育学研究 三代純平共編 ココ出版 2014
- 『異文化間教育とは何か グローバル人材育成のために』リテラシーズ叢書 西山教行,大木充共編 くろしお出版 2015
- 『市民性形成とことばの教育 母語・第二言語・外国語を超えて』(リテラシーズ叢書 尾辻恵美, マルチェッラ・マリオッティ共編. くろしお出版 2016
- 『キャリアデザインのための自己表現 過去・現在・未来を結ぶバイオグラフィ』太田裕子共編著 東京図書 2017

### 翻訳
- カトリーヌ・ガルニエ『日本語の複文構造』小出美河子共訳 ひつじ書房 1994

## 参考
- http://bookweb.kinokuniya.co.jp/htm/4254515251.html
- J-GLOBAL